# Szkíták

Szkíta aranyszarvas (i. e. 400–300 körül)

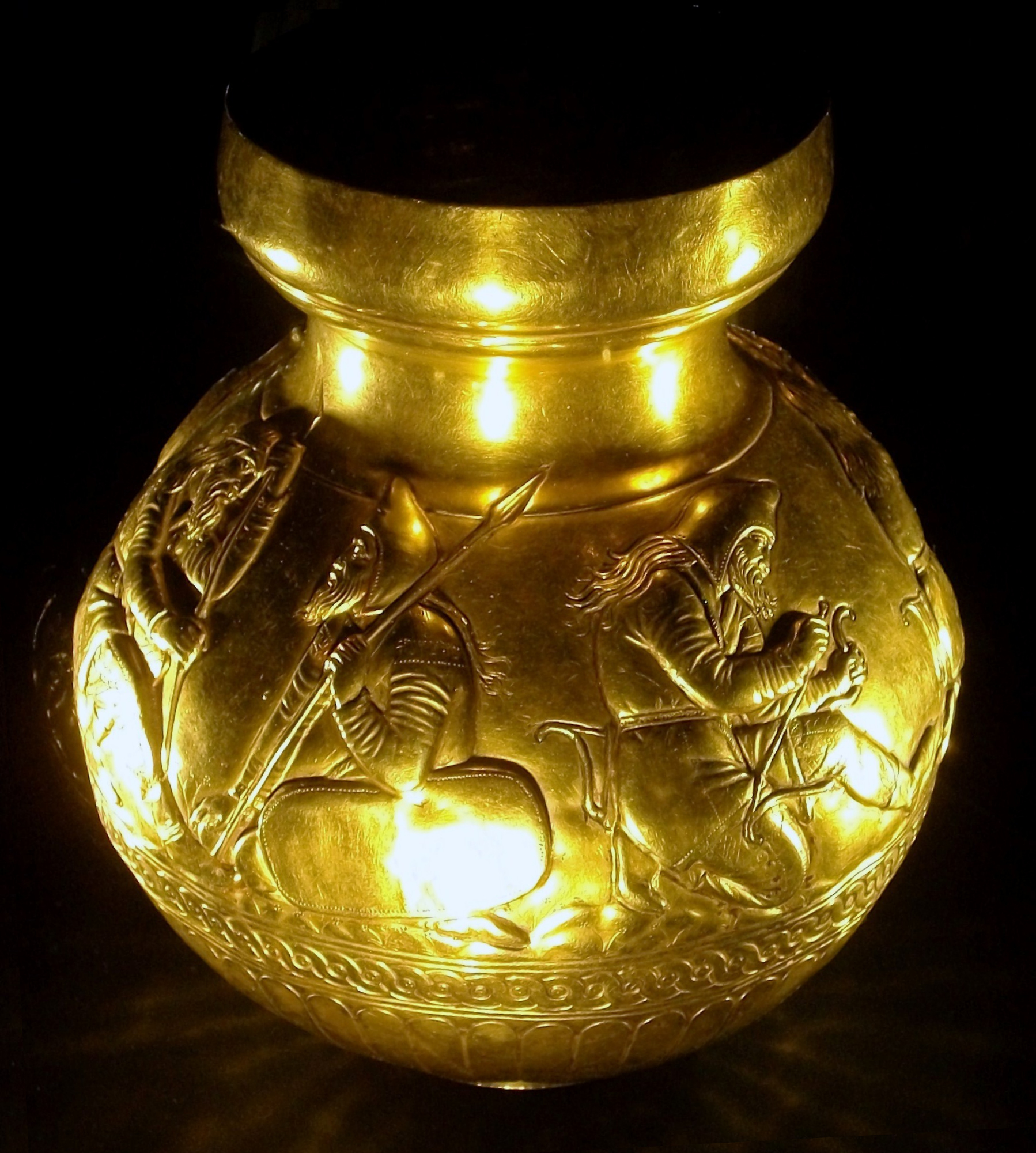
A Kul Oba halomsírban talált elektrum edény (i. e. 4. század)

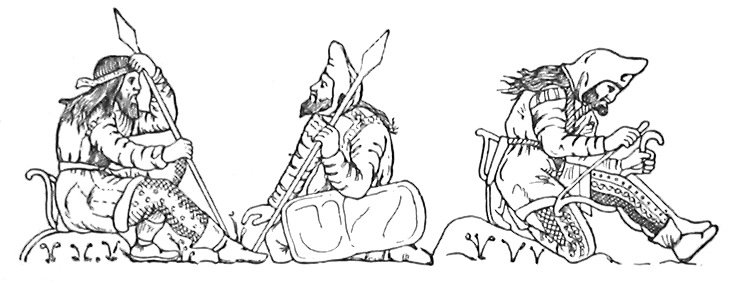
Szkíta harcosok rajza a Kul Oba halomsírban talált edény alakjai nyomán

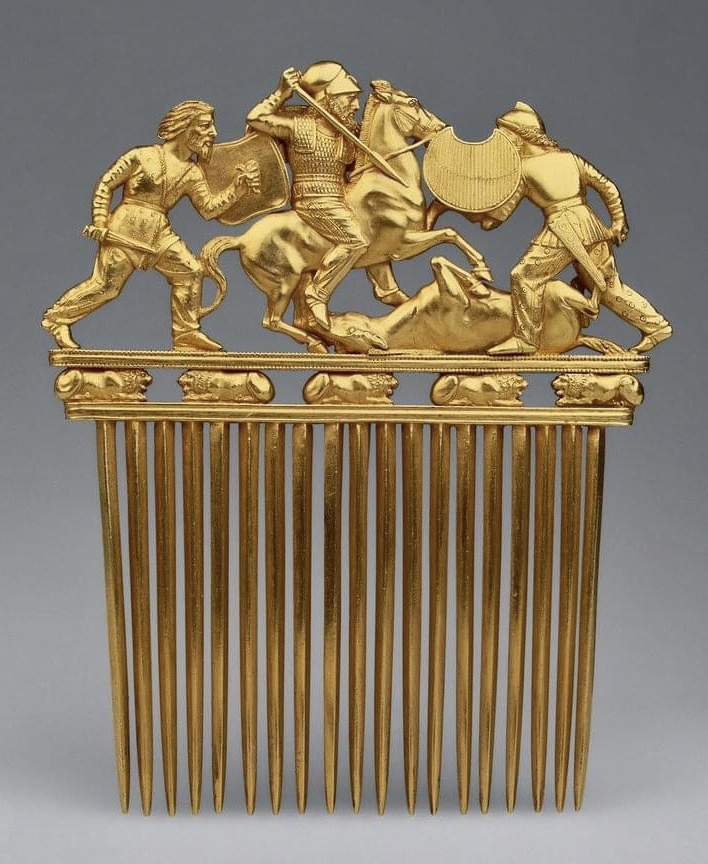
Szkíta fésű a Szoloha halomsírból (i. e. 4. század)

A szkíták – régi magyar nevükön: szittyák – indoiráni nyelvet beszélő, nomád lovasnép voltak. "
A görög szkíta és az asszírok által használt iškuza eredetileg egy, az iráni nyelvű törzs vagy törzsszövetség, esetleg egy vezető klán önelnevezése lehetett.
A késő antik kori és a kora középkori bizánci és nyugat-európai szerzők pusztán egyszerű gyűjtőnévként használták a Dontól a Duna torkolatáig terjedő sztyeppei és részben erdős sztyeppei régió területein élő vagy onnan származó, lovasíjász harcmodort alkalmazó, nomád életmódú, azonban etnikailag/származásilag és nyelvileg is teljesen különböző népességekre.
Ez a cikk azokat az eredetileg is szkítának nevezett iráni nyelvű népcsoportokat tárgyalja, amelyek az  i. e. 1. évezred elejétől, lovasnomád népekként a történelemben először uralták a kelet-európai sztyeppéket és akiktől a velük rokon, hasonló kultúrájú szarmaták vették át a főhatalmat a térségben az i. e. 3. század körül.
A középkori magyar nemesség körében Anonymus nyomán élt egyfajta szittya/szkíta leszármazástudat. Valójában semmilyen adat nem utal arra, hogy a magyar uralkodó elitnek, vagy az etnogenezisben részt vevő népeknek lett volna bármilyen köze a szkítákhoz, még saját eredethagyományuk sem utal erre.
 A szkíta származás hiedelmére épült magyarországi történelmi-politikai ideológiáról a szkítizmus szócikkben lehet olvasni.

## Elnevezésük
A szkíta szövetség neve különböző népek hallása és ábécéje szerint lejegyezve: Išqigulu (urartui); Aškuza vagy Iškuza (akkád); Aškuz (אשכנו: ’askūz), illetve Szküthai (Σκυθαι) vagy Szkolotoi (Σκολοτοι) (görög); Scythae (latin).
A szkíta népnév különböző formái az i. e. 8. század végén, az i. e. 7. század elején jelentek meg görög és közel-keleti írásos forrásokban. A görög szkíta és az asszírok által használt iškuza név eredetileg egy iráni nyelvű törzs vagy törzsszövetség, esetleg egy vezető klán önelnevezése lehetett.
A magyar szkíta szó az ógörög nyelvből ered (Σκυθης), illetve továbbá a szkíták által saját magukra alkalmazott (endonim) népnévből, „Skuδatā”, azaz lövők vagy nyilazók. A szkíta nyelvben bekövetkezett /δ/ – /l/ hangváltás nyomán a szó új alakja „Skulatā” lett. Ezt a görögök Skōlotoi (Σκωλοτοι), alakban jegyezték fel és ez Hérodotosz szerint a királyi szkíták törzsének önelnevezése volt.
Szemerényi Oszvald nyelvész, etimológus a görögös Szküthai kifejezésben a feltételezett elő-iráni *skuda, illetve indoeurópai *skeud, *skudo (lő, mozgat, hajt) tövet véli felismerni. (A felsoroltak kimondva: szkuda, szkeud, szkudo.) Az asszír feliratokon rögzített Aškuza, Iškuza kifejezés kezdő magánhangzóját pedig járulékos hangnak tartja.

## Történetük
Genetikai kutatások arra mutatnak, hogy a szkíták és a velük rokon, később felemelkedő szarmaták a kora bronzkori Jamnaja-kultúra hordozóinak leszármazottai lehetnek. Lakóhelyük, temetkezési szokásaik alapján velük azonosítják a késő bronzkori, gerendavázas halomsírokat építő szrubnaja-kultúra (i. e. kb. 1900–800) népét is.
A kelet-európai sztyeppéken a vaskor elején, i. e. 1000 körül már megjelentek az agathürszök és a kimmerek ugyancsak indoeurópai törzsei, akik az első lovasnomád népek között lehettek. Maguk a szkíták az i. e. 9. és 8. század tájékán vándoroltak be Közép-Ázsiából a mai Ukrajna és Dél-Oroszország területére, ahol aztán körülbelül a 3. századig éltek.
A lovas hadviselést magas fokon művelő szkíták megérkezésüktől a legerősebb nép voltak a nyugat-eurázsiai sztyeppén.
A görög és asszír források tanúbizonysága szerint a szkíta támadások az i. e. 7. század folyamán erős nyomás alatt tartották az egész Közel-Keletet, feldúlták a térség királyságait. A Kisázsiát érő támadásaik által kialakult krízishelyzet a Bibliában is nyomot hagyott: Jeremiás próféta könyvében (I. 14-15) a szkítákat az éjszaka népeinek nevezik, akiknek „lovai gyorsabbak a sasoknál”.
Asszíria kezdetben nehezen boldogult a jól szervezett lovas harcosok folyamatos támadásaival, idővel azonban diplomáciai módszerekkel sikerül szövetségi viszonyt is kialakítani egyes csoportjaikkal.
A görög világ látóterében az i. e. 8. századtól jelentek meg a szkíták. Első említésük az Iliaszból ismert, ott a távoli északon élő lófejő, kancafejő népként említik őket. Az i. e. 7. századtól kezdődően gyakoribbá váltak a róluk szóló értesülések, mivel ekkortól megjelent az egyre erősebbé váló görög gyarmatosítás a Fekete-tenger északi partvidékén is.
Hérodotosz a görög-perzsa háborúkról írott nagy munkájának 4. könyvében, ahol I. Dárajavaus perzsa király i. e. 515-514-es szkíták elleni hadjáratát tárgyalja, részletesen foglalkozik a szkítákkal, eredetükkel, szokásaikkal, szomszédaikkal.
Későbbi értelmezései is tág határok között mozogtak: időnként az összes iráni nyelvű lovasnomád közösségre értették e nevet, így például a szarmatákat is közéjük sorolták, máskor a szűkebben vett szkítákon belül is megkülönböztettek népcsoportokat, mint a királyi szkítákat.
A régészeti kutatások sok ponton megerősítik a Hérodotosz által leírtakat. A leletekből kitűnik, hogy kelet-európai sztyepp és erdős sztyepp régióiban hasonló anyagi kultúrával rendelkező társadalmak alakultak ki. Ezekben jelen vannak mind a lovasnomád, mind a gabonatermelésre specializálódott, valamint a két gazdálkodási mód sajátos, hibrid változatait kialakító közösségek, de mindegyiküket egy látványosan egységes viseletű, szokásrendszerű, fegyverzetű, és harcmodorú elit kapcsolja össze.

### Hanyatlásuk
Az i. e. 4. század végén, Ateasz királyuk idején a szkíták súlyos vereségeket szenvedtek II. Philipposz makedón királytól illetve Lüszimakhosz makedón hadvezértől i. e. 339-ben és i. e. 313-ban. További katonai kudarcokat vallottak a Boszporoszi Királyság polgárháborújába történő beavatkozásukkor a trák gétákkal és a kelta basztarnákkal szemben. Ugyanakkor Közép-Ázsiában a Nagy Sándor hódításai nyomán alakult Szeleukida Birodalom is támadni kezdte a szakákat és dahákat, akik viszont, ennek következtében is, nyomást helyeztek a tőlük nyugatra élő szarmatákra. A szarmaták pedig a szkíták hanyatlását kihasználva nyugat felé mozdultak el.
A szkíták egy része a Krímbe vonult vissza. Az i. e. 2. században az ott felépült, hellenizált városukat, Schythian Neapolist elfoglalta VI. Mithridatész pontoszi király, és a Boszporoszi Királysághoz csatolta.
A 3. századra a szarmatákat és a szkíták maradékait elsöpörték a gótok, majd a hunok, és akik még megmaradtak belőlük, azokat a kora középkor népvándorlásai során érkező szlávok magukba olvasztották. A szkíta nép fontos szerepet játszik az oszétok etnogenezisében, akik úgy tartják, hogy az ő őseik, az alánok is tőlük származnak.
A szkíták eltűnése után a kortárs, középkori és kora újkori történetírók a „szkíta” megnevezést számos, velük nem rokonítható, de ugyanúgy sztyeppei népre alkalmazták.

## Eredetük és nyelvük
A szkíta nyelv a mai nyelvtudomány értékelése szerint az iráni nyelvekhez tartozhatott. Írásbeliség hiányában ezt a szkíta személy- és törzsi nevek jelentős fennmaradt, de görög és latin források által közvetített állományából, illetve a népcsoport ma is élő utódainak, az oszétoknak a nyelvéből következtetik ki.

## A királyi szkíták története

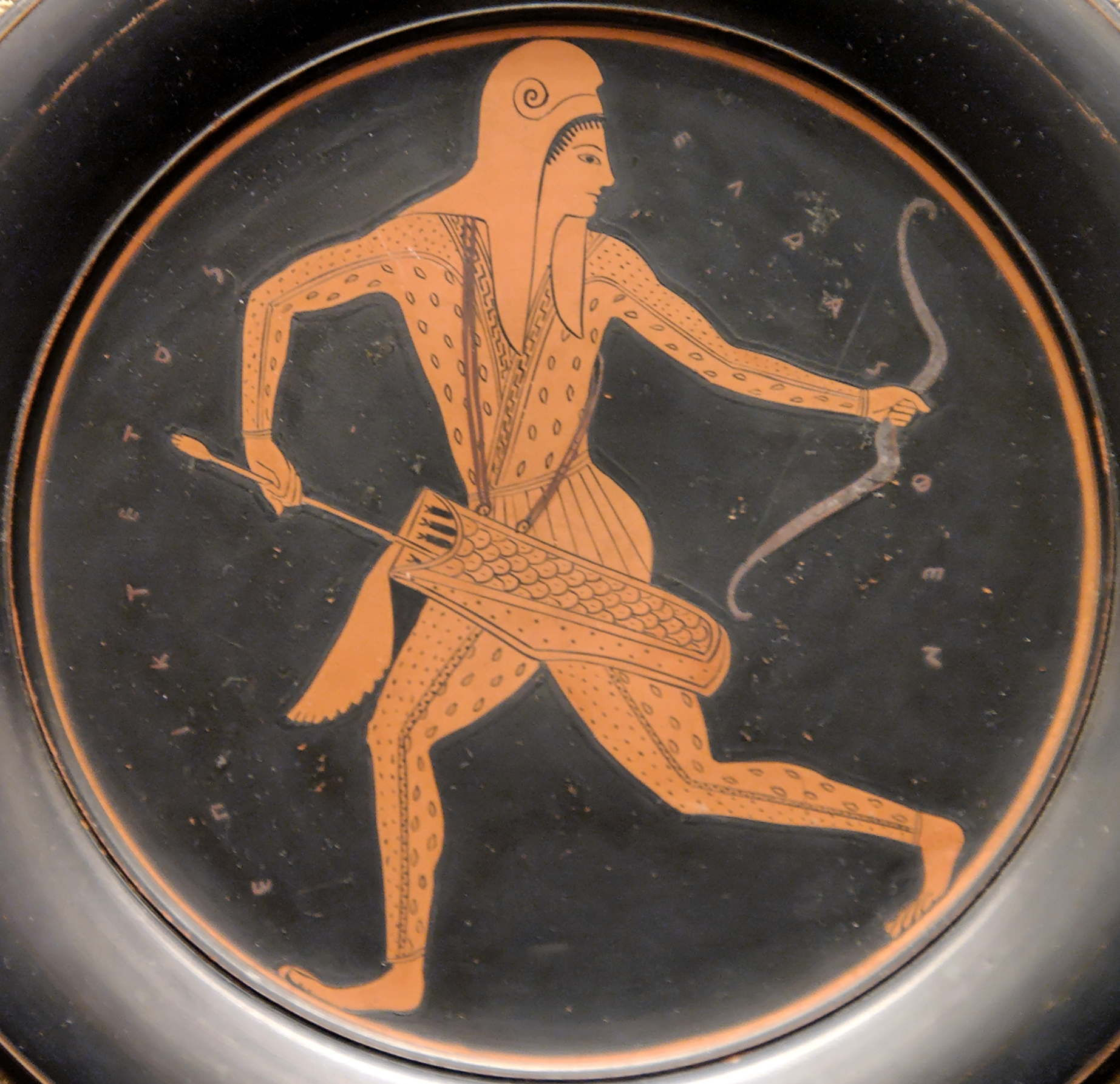
Övén tegzet viselő szkíta íjász. Az athéni fekete alakos vázafestészet remeke. A görög felirat balra: vεγρασφεν, jobbra: εγρασφεν

A szkíták, pontosabban a királyiak – Harmatta János, nagy hírű iranistánk szerint – az iráni népek csoportjába tartozó ókori lovasnépek közé tartoztak. Nyelvük – állítja Witzel – indoiráni eredetű, tehát az indoeurópai nyelvcsalád tagja, a mai perzsa nyelvhez áll közel.
A királyiak az i. e. 8. században elhagyták ősi szálláshelyüket – eredetileg az Urál folyó és a Don, illetve a Donyec között laktak –, és elfoglalták a kelet-európai puszta nyugati felét, a Don, illetve a Donyec és az Al-Duna közötti területet, a korai szkítáknak, vagy helytelenül kimmereknek nevezett rokon népesség korábbi lakóhelyét. A királyiak nagyurainak központi szálláshelye a Dnyeper alsó szakaszánál volt.
A korainak nevezett szkíták egy része nyugat felé vonult, s Délkelet-Európában telepedett le. A Kárpát-medencébe vélhetően legalább két hullámban – legkorábban az i. e. 8. században, Dénes György szerint az i. e. 560-as években – nyomultak be, elfoglalva annak keleti felét.
Hérodotosz leírása szerint a királyi szkíták az Al-Duna, a Fekete-tenger és a Kaukázus határolta pusztán éltek. Az Olbia Pontiké (ma Parutyino) városából keletre induló szkíta kereskedők a Tanaisznál (Don) hagyták el saját felségterületüket, s a folyón túl már a szauromaták birtokai következtek.
A királyiak keleti szomszédai – nagyjából a Don és a Volga között elterülő füves pusztát birtokolták – az i. e. 6–2. században a madai származású szauromaták voltak. Ez időben Közép-Ázsia pusztáit is szkíta népek, a szakák csoportjába tartozó isszédok, ászik, avarok, kangarok és szakaurak tartották megszállva. A Szamarkand köré tömörülő oázisok, illetve városok lakói ellenben nagyrészt iráni szogdok voltak.
A királyiak, pontosabban szövetségük neve első ízben urartui feliratokon (Išqigulu), valamint asszír évkönyvekben, ékiratos táblákon – II. Sarrukín, asszír király uralkodásának idején – jelenik meg (Aškuza, Iškuza). Szövetségük nevét a Biblia is említi: Aškuz (אשכנו: ’askūz), illetve rontott alakban Aškenáz (אשכנז: ’askənaz) (Jeremiás 51: 27). A feljegyzések szerint a szkíták nagyobb csoportja i. e. 700 körül tódult be északról, és a Kura, valamint az Araksz folyó völgyében, illetve az Urmia-tó környékén telepedett le. A szkíták egyik központja az Araksz völgyében, a mai Gjumri város környékén – egykor Szakaszene, illetve Aszkánia, ma Azerbajdzsán –, a másik az Urmia-tó vidékén, Saqqez város környékén volt.
Az asszírok és a szkíták i. e. 676. körül szövetségre léptek. Assur-ah-iddína, asszír király ekkor jóslatot kért Šamaš papjaitól. Kérdése ez volt: vajon megtartja-e adott szavát Bartatua, Iškuza ország királya, ha leányát adja hozzá feleségül.
Az i. e. 653. évben az asszírok elleni csatában esett el Khsathrita, a Méd Birodalom megalapítója, kit a Hérodotosz által említett ifjabb Phraortésszel azonosítanak.
Az asszírok és a szkíták szövetsége az i. e. 653–652. évben legyőzte az Asszíria ellen lázadó médeket, és az asszírok Média és Mannai irányítását szkíta hűbéresükre bízták.
Bartatua – Hérodotosz munkájában Protothüész – halála után fia, Madüész őrködött a médek és mannaiak fölött.
Az i. e. 625. évben Uvakhsatra, méd király megfosztotta a szkítákat hatalmuktól. A szkíta derékhad ezek után visszatért a kelet-európai pusztára, és a Kaukázus északi előterében, a Kubány és mellékfolyóinak völgyében telepedett le. A szkíták a magukkal ragadott hűbéres szauromatáknak a Don alsó szakaszánál, a bal parton jelöltek ki lakóhelyet.
Az i. e. 611. év előtt, a szkíták egy csoportja hadjáratot vezetett Egyiptom határáig, I. Pszammetik fáraó azonban, latba vetve kincstárának javait is, rábírta őket a visszavonulásra.
Az i. e. 516–512. évben I. Dárajavaus, perzsa király vezetett a királyi szkíták ellen (lényegét tekintve eredménytelen) hadjáratot. Seregeinek egy részét elveszítve kellett visszafordulnia az összecsapásokat elkerülő, az ellenség számára hasznos javakat elpusztító szkíták földjéről. A szkíták – állítja Vásáry István – nem alkottak egységes birodalmat. Törzsi szövetség keretében éltek, s közösségüknek más, nem szkíta népek is részesei voltak.
A szauromaták az i. e. 4. század végén fellázadtak szkíta uraik ellen, és a görög gyarmatvárosokra is rátámadtak. A királyiak szállásterületének nagyobb részét végül, az i. e. 2. században, rokon nép – a helytelenül szarmatának nevezett ászik, az alán szövetség részesei foglalták el. A királyiak ekkor a Dnyeper és az Al-Duna közötti pusztára, illetve Dobrudzsa területére vonultak vissza. Székhelyük a Krím-félszigeten volt. Függetlenségüket az i. e. 2. században elvesztették. A pontoszi görögök, illetve VI. Mithradatész, pontoszi király alattvalói lettek.
Ez az időszak egybeesett a klíma változásával, valamint azzal, hogy a túllegeltetés miatt csökkent a füves legelőterület. Nyugatról elkezdték szorongatni őket a kelták, a géták és a basztarnák, keletről pedig egy másik lovasnép, a szarmaták érkeztek, akik ugyan kevesebben voltak, mint a szkíták, viszont jóval aktívabbak. Fokozatosan benyomultak és elfoglalták a szkíták szállásterületeit és legelőit. Ez hatalmas csapás volt számukra, jelentősen meggyengültek, és az  i.e. 3. századtól a Fekete-tengertől északra hirtelen el is tűntek a szkíta kultúra nyomai.
Kr. e. 200 körül a roxolánok támadásait követően a szkíták maradékának egy része a Krím-félszigetre és Dobrudzsába húzódott vissza, ahol kisméretű erődítményvárosokban éltek. Akik maradtak, azok a Dnyeper alsó folyásánál laktak. Ők már nem voltak nomádok, hanem letelepedtek, hellenizálódtak. Minden más területről gyakorlatilag eltűntek a szkíták.
50 és 150 között a szarmaták gyakorlatilag asszimilálták maradékukat. A Krím-félszigeten egy ideig még megmaradtak, a szarmatákkal és a taurikkal keveredve, míg aztán a 3. században az érkező gótok meghódították őket. Az utánuk érkező szlávok pedig még azt a maradékot is, akik esetleg fennmaradtak, asszimilálták.

## Kultúrájuk és társadalmuk
Maga a szkítákkal kapcsolatba hozható kultúra nem korlátozódik a Fekete-tenger környékére, hanem magába foglalja a Kárpát-medencétől a belső-ázsiai térségig húzódó, hatalmas sztyeppi folyosót. Az i. e. 9–8. századtól a kínai Csou-dinasztia területét fenyegető lótenyésztő népek, vagy a közép-ázsiai perzsa tartományokat támadó lovasíjászok közös kulturális gyökerekkel bírnak és egyaránt a szkíta gyűjtőfogalomba vonhatók.
Régészeti szempontból a szkíták története három időszakra osztható:
- Korai időszak - az i. e. 8. század közepétől kb. i. e. 500-ig
- Klasszikus időszak - i. e. 500-tól i. e. 300-ig
- Kései időszak - i. e. 200-tól az i.sz. 3. század közepéig a Krím-félszigeten és a Dnyeper alsó folyásánál

Fontos szerepel játszottak a selyemút működésében. Letelepedett tagjaik ügyesen munkálták meg a fémeket, az utókor számára fennmaradt dísztárgyaik sajátos művészeti stílusukat hordozzák magukon.
A szkíták által hátrahagyott régészeti emlékek főleg a kurgánokban található aranytárgyak, selyem, állatáldozatok, bizonyos helyeken feltételezhető emberáldozatok is.

### Életmód
A szkíta társadalom vegyesen állt letelepedettekből és nomádokból. A törzsek, amelyek a sztyeppén éltek, nomádok maradtak, életmódjuk és szokásaik is ehhez kötötték őket. Az i.e. 9. és 5. század között a sztyeppe klímája hűvös és száraz volt, amely kedvezett a nomád pásztorkodásnak. Az ezt követő időszakban a mai Ukrajna területe melegebb és nedvesebb lett, a kortárs görög történetírók ezért írták le ezt a vidéket ködösnek és párásnak. Ilyen körülmények között a hódok és a jávorszarvasfélék is délebbre húzódtak, csontjaikat megtalálták a korabeli régészeti leletek közt.
Ahogy a görög kolóniák egyre terjeszkedtek a Fekete-tenger északi vidékén, a szkítákra is hatással voltak, akik ekkortájt kezdtek gabonatermesztéssel, halászattal, kereskedéssel és kovácsolással foglalkozni. A félnomád, letelepedett életmód az i. e. 5. században kezdődött, és az i. e. 3. századra a szkíták túlnyomó többsége letelepedett.

### Vérrel megpecsételt eskü

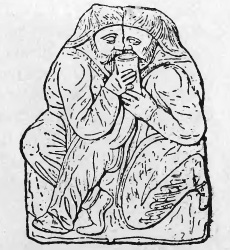
Esküdtek. Ábrázolás a Kul Oba halomsírban talált arany szobrocska nyomán

A vérrel megpecsételt eskü, a vérszerződés, amint ezt ókori tudósítók nem egyszer leírták, kitüntetett szerepet játszott a szkíta szövetség népeinek életében. A hunok, illetve szövetségeseik is ragaszkodtak az esküvés eme formájához.
Az esküvési szertartás lefolyását ekként írja le Hérodotosz:
„Szerződéseket pedig igy kötnek a scythák, legyen az akárki, a kivel megkötik: nagy agyag serlegbe bort öntvén hozzávegyitik a szerződő felek vérét, árral megszurván vagy késsel megvágván kevéssé testöket; azután belemártanak a serlegbe kardot, nyilakat, két élű fejszét s hajító dárdát. S miután ezt megtették, hosszasan imádkoznak és azután mind magok a szerződő felek, mind legelőkelőbb kísérőik isznak belőle.” – IV. könyv, 70. szakasz (Télfy János fordítása).
Lukianosz, illetve az általa megszólaltatott Toxarisz nagyjából ugyanígy nyilatkozik a baráti szerződéssel kapcsolatban:
„Ha pedig barátul választottunk már valakit, következik a szövetség s a legnagyobb eskü, hogy bizonyára egymással fogunk élni, s ha kell, egymásért meghalni. És igy teszünk is; mert mihelyt bemetszvén ujjainkat serlegbe csöpögtetjük a vért s kardjaink hegyét bemártván egyszerre iszunk mindketten belőle; semmi sincs mi ezután minket szétválaszthatna.” – Toxarisz, avagy barátság (Télfy János fordítása).
Toxarisz mindehhez hozzáteszi még: legfeljebb három jeles férfiúval szabad efféle szerződést kötni, mert kinek sok esküdt barátja van, szabados erkölcsű nőszemélyhez tartják azt hasonlónak.
A vérszerződés szokása a pusztai népek körében a középkorig fennmaradt. A vérrel megpecsételt eskü a magyarok történelmének is meghatározó fejezete.
Németh György szerint a vérszerződés egy klasszikus ókori toposz, amelyet az antik szerzők örökítettek tovább, beleértve a szkítákat és a középkori forrásokban szereplő magyarokat is, ezért nem tekinthető létező szokásnak.

## Külsejük
A szkíták az európai népekhez voltak hasonlatosak, fennmaradt perzsa iratokból és szkíta aranytárgyakból tudjuk, hogy robusztusak voltak, határozott arcszerkezettel, hosszú és dús, göndör hajjal. Az elithez tartozó szkíták kimondottan magasak, 180 centiméter körüliek voltak, néha még ennél magasabbak, akár 2 méteresek. A magasságkülönbség a közemberekhez képest 10-15 centiméter volt, maga a magasság is egyfajta státusszimbólumnak számított náluk. Csontvázak vizsgálata során megállapították, hogy a szkíták karjai és lábai hosszabbak voltak, csontozatuk pedig erősebb, mint azoké a népeké, akik ma a területükön élnek. Öltözékük miatt Pszeudo-Hippokratész tévesen azt feltételezte, hogy rendkívül hajlékony ízületeik vannak.
Hérodotosz a szkíták egyik törzsét, a budinokat törzsét úgy jellemezte, hogy vörös hajúak és szürke szeműek. Hippokratész az i.e. 5. században azt írta róluk, hogy világos bőrűek. Kallimakhosz költő az i.e. 2. században egyik törzsüket szőkének írta le. Kortársa, Csang Csien diplomata szerint a szkíták keleti rokonai zöld és kék szeműek voltak. A 2. század végén Alexandriai Szent Kelemen úgy írt a szkítákról és a keltákról, hogy vörösesbarna hajúak. Polemon szerint is ez a hajszín és a kékesszürke szemszín különböztette meg őket másoktól. A 3. század elején Galénosz azt írta, hogy a szkíták, a szarmaták, az illírek, a germánok, és minden északi nép vöröses hajú. Nüsszai Szent Gergely szerint (4. század) a szkíták világos bőrűek és szőkék.

## Szkíta népek
A szkíta címet az ó- és a középkorban számos népre ráaggatták. Harmatta János szerint már Hérodotosz megállapítja, miszerint a görögök minden pusztai népet szkítának, a perzsák pedig ugyanezeket mind szakának hívják.
Hérodotosz (VII. könyv, 64. szakasz) a perzsákról beszél: „(…) Ezeket, jóllehet amürgi szkíták voltak, szakáknak nevezték, mivelhogy a perzsák a szkítákat mind szakáknak nevezik.”
A perzsák – folytatja Harmatta – ugyanekkor tudták, hogy különféle szakák vannak, és négy csoportjukat különböztették meg. Ezek közül a sakâ tyaiy paradraya (szakák, kik vízen túliak) a Fekete-tenger északi partján élő szkíták.
A hasonló életmód stb. miatt nem csupán szkíta, hanem törökös népeket is neveztek szkítának pl. Anna Komnéné a besenyőket. A besenyők nyolc törzse közül három – VII. Kónsztantinosz, bizánci császár tudósítása szerint – történetesen szkíta, közelebbről kangar volt. A magyarokat is címezték szkítáknak, türköknek, hunoknak, onoguroknak, és avaroknak egyaránt.
A perzsa királyi sziklafeliratok nem nyújtanak biztos alapot a közép-ázsiai szkíták különböző csoportjainak azonosításához. A perzsák a nekik adózó négy szkíta népet – közöttük az Odrüszi Királyság megszervezőit, az európai gétákat is – viseletük, szokásaik, lakóhelyük szerint nevezték meg. Az egyik szkíta nép a következő felsorolásban kétszer szerepel.
- Sakâ haumavargâ – haumát fogyasztók (betű szerint: haumát fogyasztó szakák). Saját nevüket nem ismerjük, és a perzsák által rájuk ragasztott név jelentése is vitatott.[43] Lakóhelyük a Ferganai-medence (görög forrásokban Amürgion pedion: Αμυργιον πεδιον) volt. Aradi Éva az indoszkítákkal azonosítja őket.[44] Az indoszkítáknak is nevezett szakaurak azonban nem voltak a perzsák hűbéresei.
- Sakâ tigraxaudâ – hegyes fövegűek (betű szerint: hegyes fövegű szakák). Az Amu-darja alsó szakaszánál, Khoraszmia oázisának területén laktak. Harmatta szerint ők a dahák, más néven masszagéták. Valójában a hegyes fövegűek az ászik egyik csoportját, az aorszokat képviselték. Masszagetai (Μασσαγεται) pedig az ászik szövetségének görögös neve volt.
- Sakâ tyaiy paradraya – vízen túliak (betű szerint: szakák, kik vízen túliak). A Keleti-Balkán lakói voltak. Harmatta az „európai”, azaz királyi szkítákkal azonosítja őket. E helyen bizonyosan nem róluk van szó – ők ugyanis nem voltak a perzsák adófizetői –, hanem a gétákról.
- Sakâ tyaiy para Sugdam – Szogdián túliak (a perzsa szövegben, betű szerint, „sakaibiš tyaiy para Sugdam”, azaz „a szakáktól, kik Szogdián túliak”). A Ferganai-medence lakói voltak; azonosak a haumát fogyasztókkal. Aradi szerint ők a „tulajdonképpeni szakák”, avagy szakaurak.[45] A szakaurak azonban nem voltak a perzsák hűbéresei.
- Dahâ – ellenségek, idegenek. A Kopet-dag északi előterében laktak, s magukat avaroknak nevezték.

## A szkítának tartott népek csoportja

### Délkelet- és kelet-európai szkíták
A kelet-európai szkíta népeket képviselték a Donyec és a Déli-Bug, illetve az Al-Duna között honos királyi szkíták, valamint az Urál folyó és a Donyec közötti pusztát birtokló thüsszageták. Utóbbiak egy-egy csoportját alkották a Don mellékén élő melankhlainok és az Obscsij Szirt, illetve a Szamara folyó vidékén honos névadó thüsszageták. Szkíta vezető csoportjai voltak a Don folyótól keletre letelepített iráni szauromatáknak is.

#### Délkelet-európai szkíták
A régészek nevezéktana szerint korai-, avagy preszkíták, helytelenül kimmerek.
A Dnyeszter, a Prut és a Szeret vidékét, a Keleti-Balkánt, a Havasalföldet, az Erdélyi-medencét és környékét, valamint az Alföldet (délen nagyjából a Maros vonaláig), és a Kisalföld északi részét tartották megszállva. A kezdeti időkben (i. e. 8–5. század) agathürszöknek (αγαθυρσοι) nevezték magukat, később (az i. e. 6–4. századtól) egymástól félig-meddig elszigetelt népességeik önállósodtak, s egyedi neveket vettek fel. A Kelet-Európában, a Keleti-Balkánon, a Havasalföldön, az Erdélyi-medencében, illetve a Tiszántúlon letelepedett szkíta népesség néhány száz év alatt az általa uralt, helyben lakó trákokhoz hasonult. Az Alföld, a Kisalföld és az Erdélyi-medence lakói az i. e. 4–3. században a kelták fennhatósága alá kerültek.

#### Kelet-európai szkíták
A régészek őket, pontosabban a királyi szkítákat nevezik „szkítáknak”. Kelet-Európa erdős és füves pusztáit lakták, nagyjából az Urál folyó és a Déli-Bug között, illetve a tengermelléken az Al-Dunáig.

##### Királyi szkíták
A királyi szkíták, illetve elődeik Kelet-Európa keleti felének, a Déli-Urál vidékének őstelepesei voltak. Jelek szerint legalább a középső kőkorszak óta helyben, a Volga középső szakaszánál laktak. Területüket keleten az Urál folyó, nyugaton a Don határolta. Eme kelet-európaiak elődei pedig az eurázsiai puszta mamutvadászai lehettek.
„A Borysthenes [Dnyeper] és az Ister [Al-Duna] közötti vidék fölötti tartomány első része a getai [geták] pusztasága. Azután következnek a tyregetai [tyregeták], s ezek után a iazyges sarmatai [szarmata iazygok]; és a basileioi [királyiak]-nak nevezettek és az ourgoi [ourgok], nagyobbrészt sátorlakók, kevesen pedig földművelők. Ezek, mint mondják, az Ister mentén is laktak, gyakorta mindkét parton.” (Sztrabón)
A szkíta népek közül elsőként a királyi szkíták szerepelnek írott forrásokban. Urartui, illetve asszír feliratok említik őket az i. e. 8., illetve a 7. században, amikor betörtek Elő-Ázsiába.
Az i. e. 8. században elhagyták ősi lakóhelyüket, és a kelet-európai puszta nyugati felét vették birtokba. A Donyec és a Déli-Bug között elterülő pusztát (a tenger mellékén a Don torkolata és az Al-Duna közötti vidéket) birtokolták. Székhelyük a Dnyeper középső szakaszánál volt. Egyik elpártolt csoportjuk, a iürkák a Déli-Urál vidékén élt az ősi lakóhelyen, az Urál folyó és a Donyec között visszamaradt thüsszageták társaságában.
Az i. e. 7. és a 6. század fordulóján az Elő-Ázsiában portyázó szkíta hadak visszatértek Kelet-Európába, kisebb csapataik azonban Urartu területén, a mai Gjumri város környékén, Észak-Anatóliában, a Zöld folyó (Yeşilırmak) – az ókorban Irisz – környezetében stb. telepedtek le. A visszatérők a Kaukázus északi előterét, a Kubán folyó környékét szállták meg. A magukkal ragadott madaiaknak, avagy szauromatáknak, a Don mellékén, a bal parton jelöltek ki lakóhelyet.
Az i. e. 4. század végén a szauromaták fellázadtak uraik ellen, és az i. e. 3–2. században a királyi szkíták, illetve a görögök birtokait dúlták. A királyiak vezető törzsének népessége a meg-megújuló támadások nyomán a Krím-félszigetre, illetőleg a Dnyeszter és a Déli-Bug alsó szakaszának környékéhez tömörült. Kisebb birodalmuk – Mikra Szküthia (Μικρα Σκυθια), Scythia Minor, Kis-Szkítia (i. e. kb. 250–i. sz. kb. 200.) – neve utóbb a mai Dobrudzsa területére szállott át, ahol az i. e. 2. században, amikor elvesztették önállóságukat, szintén feltűntek. A nép egy része valószínűleg az alánok közé vegyült, s velük az Alföldre vándorolt.

##### Melankhlainok, thüsszageták és iürkák
A melankhlainok (melankhlainoi: μελαγχλαινοι), avagy fekete köpenyesek a királyi szkíták tőszomszédságában laktak, valószínűleg a Don mellékén, a mai Voronyezs környékén. Hérodotosz tudósítása szerint az Urál folyó és a Donyec közötti pusztát a thüsszageták birtokolták. Ebből következtetve a fekete köpenyesek a szóban forgó nép egyik csoportját képviselhették.
A fekete köpenyt viselők saját nevét nem ismerjük. Első ízben Hékataiosz említi, kelet-európai szkíta népnek nevezi őket, és azután Hérodotosz tudósít róluk. Utóbbi szerint nevezettek nem szkíták – érthetjük így is: nem királyi szkíták –, de szkíta szokás szerint élnek.
A thüsszageták (thüsszagetai: θυσσαγεται stb.) névadó csoportja, valamint a királyi szkítáktól elpártolt iürkák (iürkai: ιυρκαι) az Obscsij szirt vidékén, a Szamara stb. folyó lapályán laktak. A régészek Szamara–Urál csoportként is hivatkoznak rájuk.
A fekete köpenyesek és a thüsszageták híre-neve az i. e. 4–3. században veszett el.

#### Szauromaták
A szauromaták (szarmatai: σαρμαται, szauromatai: σαυρομαται, szürmatai: συρμαται) a királyi szkíták által a Dontól keletre letelepített, nagyobb részben iráni, közelebbről madai, avagy méd eredetű népességet képviselték. Kezdetben (i. e. 6–4. század) a szkíták hűbéresei voltak: a szkíta vezérlő törzsek szállása a Kubány, illetve a Don folyó torkolata környékén volt. Az i. e. 4. század vége felé a szauromaták elpártoltak uraiktól, és a királyi szkíták rovására terjeszkedtek nyugat felé. Nevük átszállott az általuk lakott tartományra (Sarmatia), és az i. e. 2. században az ott felbukkanó szkíta alánokra is ráragadt. Idővel a szauromaták letelepedtek a Boszporoszi Királyság területén, illetve a görög gyarmatvárosokban. Maradékaik (az i. e. 2. században) elvesztek a keletről érkező alánok (ászik, rhoxolánok, aorszok) tömegében.

##### Szirákok
A szirákok (szirakoi: σιρακοι) már a szarmaták közé tartoztak, és a Kubán és mellékfolyóinak lapályán éltek. Először az i. e. 310–309. évben, utoljára az i. sz. 193. év eseményeivel kapcsolatban jegyezték fel nevüket.

##### Iazamaták
A iazabatai (ιαζαβαται), iazamatai (ιαζαμαται), ixibatai (ιξιβαται), ixomatai (ιξομαται); exomatae, ixamatae névvel illetett nép – első ízben Hékataiosz említi őket – az Azovi-tenger (Maiotisz) öblénél, a Don torkolatának környékén lakott. Polüainosz szerint nevezett törzs királyi székét Tirgataó Maiotisz (Τιργαταω Μαιοτις) családja birtokolta.

### Közép-ázsiai szkíták, avagy szakák csoportja
A közép-ázsiai szkíta népek – összefoglaló értelemben – a szaka nevet használták. A szakák közé tartoztak az Urál hegység keleti oldalán élő isszédok, a Szir-darja és az Amu-darja alsó szakaszánál letelepedett ászik, a Kopet-dag vidékén tanyázó avarok, a Ferganai-medencében honos szakák (saját nevüket nem ismerjük), a Szir-darja középső szakaszának környékét birtokló kangarok és az Ili folyó völgyében, valamint az Iszik-köl vidékén honos szakaurak.

#### Isszédok
Az isszédok (isszédonesz: ισσηδονες stb.) az i. e. 7. század előtt vélhetően az Altaj környékén laktak, és onnan költöztek, valószínűleg az i. e. 8. században, az Urál hegység keleti oldalára. Első ízben Hékataiosz említi őket, illetve az Ariszteasz (i. e. 7. vagy 6. század) elveszett hőskölteményére hivatkozó Hérodotosz. A történetírás atyja szerint az isszédokat az egyszeműek, avagy arimaszpok űzték el lakóhelyükről.
Az isszédok fő fészke az Iszety és az Urál folyó, illetve a mai Cseljabinszk környékén volt, az arimaszpok pedig vélhetően az Altaj vidékén laktak. Az isszédok elsősorban kohászattal, fémművességgel foglalkoztak. Az i. e. 130. év táján a kangarok igája alá jutottak, és valószínűleg csak az i. sz. 3. században szabadultak, amikor a hunok szövetségének népei megszállták Közép-Ázsia pusztáit. Utoljára (i. sz. 3. század) a kínai évkönyvek emlékeznek meg az isszédokról, pontosabban országukról: Jen (岩), azaz Szakadék, Szikla.

#### Ászik
Az ászik (iazügesz: ιαζυγες; asii, astacae; jászok stb.) – a régészek nevezéktana szerint szarmaták – írott történelmük hajnalán (i. e. 2. század) a Szir-darja és az Amu-darja alsó szakaszánál laktak. Három törzsüket ismerjük: ászik, aorszok, rhoxolánok. Szövetségük neve kezdetben – görögösen – Masszagetai (Μασσαγεται) volt. Egyik csoportjuk neve – alkalmasint az aorszoké – perzsa királyi sziklafeliratokon Sakâ tigraxaudâ, azaz hegyes fövegű szakák.
Az ászik a jüecsik vándorlása (i. e. 166–129.), s ennek kapcsán a kangarok hódításai nyomán függetlenségüket (i. e. 130. táján) elvesztették. Szövetségük nevét ekkor megváltoztatták (Alanoi: Αλανοι), és egy részük Európába költözött. Alföldünket időszámításunk második évtizedében érték el.
A Közép-Ázsiában visszamaradt ászik szabadságukat az i. sz. 3. század elején visszanyerték, ám a Belső-Ázsiából kirajzó törökös népek a 4. század közepén leigázták őket, és velük egybevegyülve a kelet-európai pusztán élő ászi és germán csoportokra törtek. Egy részüket elűzték lakóhelyükről, más részüket uralmuk alá hajtották, s ezekkel egyesülve Délkelet- és Közép-Európát fenyegették. A hunoknak is nevezett törökök és a szkíták összekovácsolódtak, s ekképpen született meg a bolgár, illetve a besenyő, eszkil, kazár, szabar stb. nevű nép.
A hunok szövetségébe betagozódott ászik részt vettek az Onogur-bolgár Birodalom és a Kazár Birodalom megalapításában is. A Kaukázus északi előterében tanyázó alánok ellenben megőrizték függetlenségüket, s bár később szorongatták őket a türkök, a kazárok és az arabok, országuk a mongol hódításig fennállott.
A Kárpát-medencében letelepedett ászik egy része a 401. évben kivált a hunok szövetségéből, és csatlakozván a hunok elől menekülő vandálokhoz, Nyugat-Európába vonult. Egy részük letelepedett Nyugat-, illetve Délnyugat-Európában, más részük a vandálokkal Észak-Afrikába költözött.
A 830. év táján vallási belháború ütött ki a kazárok országában. A lázadásban részt vevő ászik – arab forrásokban nevük al-Arsiyya, al-Arsiya, As-yah, al-Ursiyya, al-Larisiya, al-Orsiyya és Ors – elpártoltak a kazároktól, kavaroknak (καβαροι) nevezték magukat, és csatlakoztak a szabarok egy csoportjához, kik ugyanekkor szakadtak el a birodalomtól. A két csoport szövetsége madzsar, a mai köznyelvben magyar (arab forrásokban al-Maggariya, badzsgird, bajdzsirt, basgird, basgurd stb.) néven írta be magát a történelembe, a bizánciak azonban leginkább csak türköknek nevezték őket egykori hűbéruraik neve nyomán.
Alániát, az alánok kaukázusi országát végül a mongolok számolták fel. A fegyverforgatók egy csoportját Kínába hurcolták, a nép egy része pedig a kunok egyik csoportjához csatlakozott, és velük a Kárpát-medencébe költözött. Leszármazottaik, a jászok – az ókori szkíta népek közül egyedül ők – mai napig fenntartották nevüket.

#### Kangarok
A kangarok (kakhagai szküthai: καχαγαι σκυθαι stb.) kezdetben a Szir-darja középső szakaszának alföldjét, valamint a Talasz és a Csu folyó lapályát birtokolták. Országuk neve kínai forrásokban Kang (康), Kangcsü (康居), Kangkuo (康國) alakban szerepel.
Az i. e. 130. év táján hódításokba kezdtek, s az ókori Közép-Ázsia egyik legjelentősebb és legnagyobb befolyású államát hozták létre. Elfoglalták Szogdia nagyobb részét, valamint az ászik és az isszédok országát, s ők uralták a selyemút egyik szakaszát.
A 4. század végén a kangarok is betagozódtak a hunok szövetségébe. Későbben az úzok, illetve ujgurok kötelékébe tartozó besenyők, kunok és palócok között tűntek fel, s részt vettek a szeldzsukok birodalmának megszervezésében is. A mongol hódítás után karakalpakok, kazakok, üzbégek, nogaji tatárok közé vegyültek. Nagyobb csoportjuk a magyarok országában telepedett meg. Ma kun, palóc, besenyő és csángó néven ismerjük őket.

#### A Ferganai-medence szkíta lakói
A Ferganai-medence szkíta lakóinak saját nevét nem ismerjük, és sorsukról is keveset tudunk. Nevük első ízben II. Kurus, perzsa király uralkodása idején (i. e. 6. század vége) bukkan fel, s utoljára (i. sz. 4. század) a kínai évkönyvek emlékeznek meg róluk. Nevük a perzsa királyi sziklafeliratokon Sakâ haumavargâ (haumát fogyasztó[?] szakák), illetve Sakâ tyaiy para Sugdam (Szakák, kik Szogdián túliak), görög forrásokban amürgioi szakai (αμυργιοι σακαι). Országuk neve kínai forrásokban Tajüan (大宛), azaz Nagy Jónok. A kínaiak által használt név III. Alekszandrosz leszerelt harcosaira utal, kiket a hadvezér Alexandreia Eszkhaté (ma Hudzsand) városába telepített.

#### Szakaurak
A szakaurak (szagaraukai: σαγαραυκαι, szakarauloi: σακαραυλοι, szakaurakai: σακαυρακαι; saraucae stb.) – kínai és indiai források szaj (塞), szajvang (塞王), illetve saka-murunda stb. névvel illették őket – az i. e. 2. század végéig az Ili folyó völgyében és az Iszik-köl vidékén laktak.
A jüecsik vándorlása kimozdította őket lakóhelyükről, s onnan a Tarim-medencébe, az Iráni-fennsíkra (a Hilmend-tó vidékére), illetve az Indiai-félszigetre költöztek.
A Tarim-medencében letelepedett népesség mintegy négyszáz év múltán elvesztette szkíta anyanyelvét, s a medence városállamaiban élő irániakhoz hasonult. Irataik révén hotani szakák néven váltak ismertté. Sacsö (Yarkant) bizonyára tőlük örökölte nevét.
A szakaurak (indoszkítáknak is nevezik őket) i. e. 110–80. körül vándoroltak az Indiai-félszigetre. Birodalmuk – melyet Takszila városából kormányoztak – az Indus és mellékfolyóinak lapályára terjedt ki, továbbá a Hindusztáni-alföld egy részére. Birtokaikhoz tartozott még Mathura keleten és Abiria (Szürasztrene: Saurashtra) délen. Északi területeiket később a parthusokkal közösen irányították, utóbb azonban, a kusánok előretörése nyomán, fel kellett adniuk. Ezek után India nyugati felében alapítottak új birodalmat, s ott nagyjából háromszázötven évig uralkodtak.

## Szkíták a Kárpát-medencében

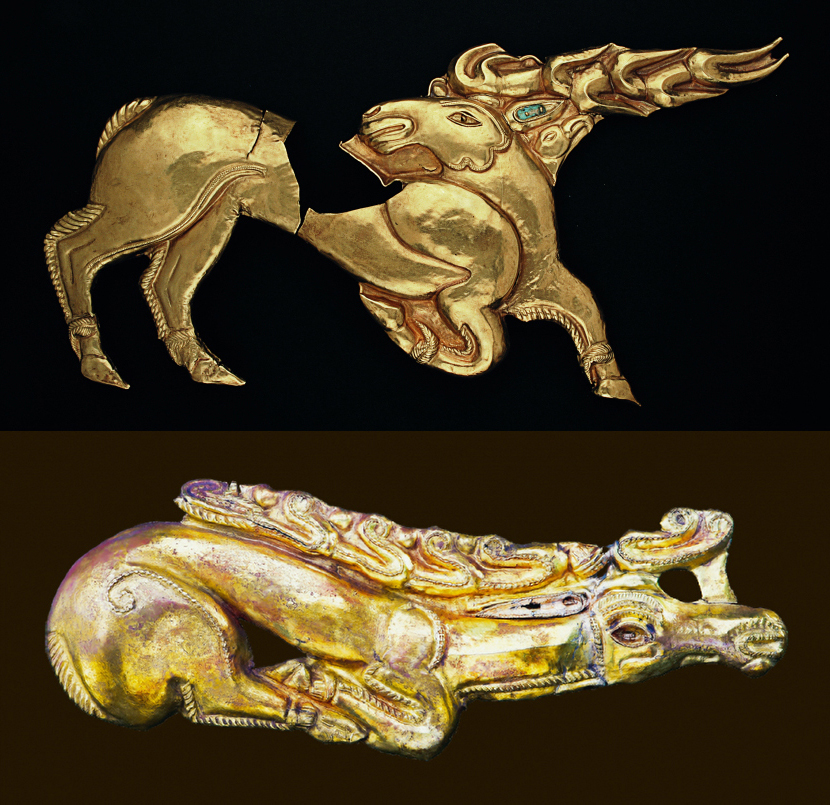
Szkíta aranyszarvas pajzsdíszek a Kárpát-medencéből, vaskor Kr.e. 6. század: Fent a zöldhalompusztai aranyszarvas, 37 cm hosszú, mely így az eddig ismert legnagyobb szkíta aranyszarvas. Lent a tapiószentmártoni aranyszarvas.

A szkíták a kárpát-medencei megjelenése korában, az i. e. 10. század vége és az i. e. 7. század eleje közötti két évszázadban Európa szerte, az Égei-tengertől az Atlanti-óceánig radikális változások történtek. Hatalmas területeken terjedt el a vas használata, a sztyeppi régióban a gazdaságilag és katonailag rendkívül sikeres lovasnomadizmus, a perifériákon megnőtt a nagyállattartás jelentősége, Európa-szerte átalakult a földművelés technológiája és a termesztett növények spektruma. Megváltozott a társadalom szerkezete is, megjelent egy a korábbiaknál sokkal látványosabban reprezentáló elit, új rítusokkal új típusú presztízstárgyakkal.
Az i. e. 9. század során a Kárpát-medence központi területein kisebb keleti csoportok tűntek fel, akik elsősorban az Alföld és Erdély stratégiai útvonalai mentén, zárt tömbökben telepedtek meg (preszkíták vagy mezőcsáti kultúra). Az új jövevények feltűnésével párhuzamosan a keleti, sztyeppei lószerszámzat és fegyverzeti elemek, illetve rövid időn belül azok sajátosan újragondolt adaptációi is megjelentek a régészeti leletekben.
A sztyeppi szkítákhoz egyértelműen kötődő leletanyag az i. e. 7. század végén és az i. e. 6. század elején jelenik meg nagyobb tömegben a Kárpát-medence keleti felén és a dunántúli Kisalföldön.
A tudományos kutatás egyelőre megosztott abban, hogy milyen mértékben rokoníthatók ezek a szkíta tárgytípusokat is használó közösségek a Fekete-tengertől északra eső területek szkítáival. A korszak nagy temetőinek leletanyaga arra utal, hogy a Kárpát-medence keleti részén kialakuló anyagi kultúra, noha kétségtelenül sok szkíta hatást is magába olvaszt, legalább ugyanennyi közép-európai és észak-balkáni vonást is hordoz. A keleti tárgyak nagy része az elithez kötődő temetkezésekből ismert, ami azt jelezheti, hogy az itteni lakosságot keletről érkező harcos csoportok szervezhették át, vagy elitjük a katonailag és gazdaságilag is sikeres szkíta elitet tekintette példának.
2011-ben egy kora vaskori erődített településen, Dédestapolcsány közelében, a Verebce-bércen korai szkíta típusú bronz nyílhegyek százaira bukkantak a régészek az egykori bejáratot védő sáncszakaszon. Ez az ostrom az i. e. 7. század közepére keltezhető, de hasonló ostromok nyomait fedezték fel más, az i. e. 8. századra datált lelőhelyeken is.
Hasonló, nyílhegyek által jelzett ostromok bizonyítékai kerültek elő a Dunántúlon (például Celldömölk-Sághegy), Nyugat-Szlovákiában, de sok ilyen leletet találtak Csehország és Dél-Lengyelország területén is. Az egyik leglátványosabb ostromot a szlovákiai Szomolány-Molpír lelőhelyen dokumentálták, ahol a támadók a sáncokkal övezett települést is elfoglalták és a porig égetett házakban előkerült emberi csontvázak tanúbizonysága szerint az itt élőket is lemészárolták.
A preszkíták ostromai a térségben példátlan „várépítési hullámot” generáltak, ennek során az északkelet-magyarországi hegyvidék jól védhető magaslatain erődített települések tucatjai épülnek ki. A krízishelyzetre utalnak azok az i. e. 8. századi kora vaskori településeken feltárt, gyakran több tucatnyi halottat tartalmazó tömegsírok is, amelyekből eddig öt került elő az Alföldön.
Ebben a korszakban tehát megszaporodtak a háborús cselekmények, a korábbi politikai, gazdasági egyensúly felborult, az itt élő közösségek korábban nem tapasztalt kihívások elé kerültek. Ez a válság nem a tatárjáráshoz hasonló, gyors eseménysor lehetett, hanem egy lassú, szakaszos átalakulás. Ennek része lehetett a keletről érkező harcos csoportok támadása, a különböző erőforrásokkal kapcsolatosan fellépő ellátási nehézségek, éhínségek és az ilyenkor szokásos járványok. De a leletek tanúsága szerint a térségben élők meg tudtak küzdeni a kihívásokkal: a változássorozat végére az i.e. 6. század elejére egy évszázadokig fennálló stabil gazdasági és politikai struktúra formálódott ki. Nagy sírszámú, keleti, nyugati és balkáni elemeket egyaránt magába ötvöző, hosszú ideig használt temetők jelezték a stabilitást, kialakult egy falvak és tanyák hálózatából álló, gabonatermeléssel és nagyállattartással foglalkozó fenntartható gazdálkodási rendszer.
A vaskor első évszázadaiban bekövetkező változásokhoz hozzájárultak a mozgékony keleti harcosok feltűnése, de hasonló szerepe volt az átalakulásban a keleti lovaglási technikát és harcmodort eltanuló és továbbfejlesztő helyi közösségeknek. A korszak kárpát-medencei népei részesei kapcsolatban maradtak a nyugati és déli területekkel, valamint a közép- és nyugat európai elittel, az észak-balkáni hatalmi centrumokon keresztül a görög és az etruszk civilizációs centrumokkal is. Bizonyíték erre az Ártándon előkerült pompás, az i. e. 7. század végén spártai műhelyben készült bronz hüdria is.
A magyar régészek a korszakkal kapcsolatos vizsgálódásaik során kísérleti régészetet is folytatnak, például együttműködnek a korai szkíta fegyverzettel és lószerszámzattal foglalkozó Zengő Nyíl Egyesülettel (Kiss Attila és csapata).
A fentieken kívül a Kárpát-medencében elsősorban a Vekerzug-kultúra (Szentes-Vekerzug lelőhely után), illetve az erdélyi Csombord-csoport (Ciumbrud) népességét szokás a szkítákkal összefüggésbe hozni. Jelentős leletanyagú temetőket tártak fel például Hetény, Kustánfalva, Szentes-Vekerzug határában. Kiemelkedő szkíta leletek például a tápiószentmártoni és a zöldhalompusztai aranyszarvas.
Időszámításunk kezdete táján a szkíták sztyeppei utódainak, a velük rokon szarmatáknak az egyik csoportja, a jazigok vették birtokba a Duna völgyének alsó és középső szakaszát. Az első század első felében foglalták el a Duna–Tisza közét, uralmuk alá vonva az Alföld korai szkíta, kelta, és más lakóit: az i. sz. 1. század elején a Duna és a Tisza között élőket, majd az i. sz. 2. század elején a Tiszántúlon lakókat is.

## A szittyák és a magyarok
A késő antik kor és a kora középkori bizánci és nyugat-európai szerzők a keletről érkező, az ő nézőpontjukból egyforma, lovasnomád kultúrkörből érkező harcoscsoportokat hagyományosan az egykori szkíták lakhelyéről, Szkítiából származtatták. Az így megnevezett a térség a Dontól a Duna torkolatáig terjedő sztyeppei és részben erdős sztyeppei régiót foglalta magába, tulajdonképpen azt a területet, amely az i. e. 1. évezred elejétől a i. sz. 1200-as évekig a különböző lovasnomád népek szállásterülete volt.
Hérodotosz műve és annak különböző görög majd latin nyelvű átiratai a középkor idején is közismert és népszerű források voltak, így az Anonymus, majd Kézai Simon által a magyarok őshazájaként körülírt területet magától értetődően feleltették meg az egykor a szkíta törzsek által uralt vidékkel.
Ez a megfeleltetés a nyugati világban már korábban is általános volt, amit Regino prümi apát 906 körül lezárt Világtörténete is bizonyít: a 889. évhez tartozó leírásban a magyarok ekkoriban feltűnő „kegyetlen” népét a szkíták földjéről származtatja.
A középkori magyar nemesség körében élő szkíta leszármazástudat első nyoma Anonymus munkájából ismert, aki szerint Szkítia első királyának az ivadékaiból sarjadt Attila hun király majd tőle a későbbi Magyarország vezérei és uralkodói is. Valójában semmilyen adat nem utal arra, hogy a magyar uralkodó elitnek, vagy az etnogenezisben részt vevő népeknek lett volna bármilyen a szkítákhoz kötődő eredethagyománya, ezért ez mesterséges, irodalmi eredetlegenda lehetett.
Az udvari krónikaírók által megfogalmazott szkíta származás révén egy vállalható, a nyugati és keleti uralkodói udvarok számára is ismert dicsőséges nép került az ősök közé, akik a perzsa nagykirályt és magát Nagy Sándort is legyőzték.
Szkíta-magyar rokonság tudományosan nem mutatható ki, azonban a vaskorban, az i. e. 8. és i. e. 4. század közt a sztyeppén élt szkíta kultúrájú közösségek nagy  hatással voltak a környezetükben élő népekre, így a későbbi magyarok korabeli elődeire is, akik számos tárgyi és kulturális elemet átvettek az időszak meghatározó lovasnomád kultúrköréből. Az olyan ősi ikonográfiai elemek, mint szarvasok, ragadozó madarak ábrázolása az i. e. 10–9. századtól a középkorig általánosan jelen voltak az eurázsiai sztyeppén.
Az őskori és ókori barbár társadalmak, közösségek rendkívül heterogének voltak Egy-egy elnevezés alatt kulturálisan, nyelvileg sokféle csoport volt. A mai nemzetállamokkal ellentétben a korabeli sztyeppén állandóan változó, újrarendeződő politikai képződmények alakultak ki és oszlottak fel, ami összekötötte őket, az elsősorban a lovasnomád harcmodor alkalmazása volt.